# John Minton

Francis John Minton (25 de dezembro de 1917 - 20 de janeiro de 1957), foi um pintor, ilustrador, cenógrafo e professor inglês. Além de paisagens, retratos e outras pinturas, algumas delas em grandes escalas, ele construiu uma reputação como ilustrador de livros. Cometeu suicídio em 20 de janeiro de 1957.